# Ялтинско-потсдамская система международных отношений
Ялто-Потсдамская система международных отношений — принятое в историографии обозначение системы международных отношений, закреплённой договорами и соглашениями Ялтинской и Потсдамской конференций.
Впервые вопрос послевоенного урегулирования на высшем уровне был поставлен в ходе Тегеранской конференции 1943 г., где уже тогда достаточно отчётливо проявилось усиление позиции двух держав — СССР и США, к которым всё больше переходит решающая роль в определении параметров послевоенного мира. То есть ещё в ходе войны зарождаются предпосылки формирования основ будущего биполярного мира. В полной мере эта тенденция проявилась уже на Ялтинской и Потсдамской конференциях, когда главную роль в решении ключевых проблем, связанных с формированием новой модели международных отношений играли две, теперь уже сверхдержавы СССР и США.
Потсдамская эпоха стала историческим прецедентом, поскольку никогда раньше весь мир целиком не был искусственно разделён на сферы влияния между двумя государствами. Биполярный расклад сил быстро привёл к началу противостояния между капиталистическим и социалистическим лагерями, именуемому в истории холодной войной.
Для Потсдамской эпохи характерна чрезвычайная идеологизированность международных отношений, а также постоянная угроза начала прямого военного противостояния между СССР и США.
Конец Потсдамской эпохи ознаменовался развалом мирового социалистического лагеря, последовавшим за провальной попыткой реформировать экономику Советского Союза, и был закреплён Беловежским соглашением 1991 года.

## Особенности
- Была ликвидирована многополярная организация структуры международных отношений, возникла биполярная структура послевоенных международных отношений, в которых ведущую роль играли две сверхдержавы — СССР и США. Значительный отрыв военно-силовых, политических, экономических и культурно-идеологических возможностей этих двух держав от других стран мира, привёл к формированию двух основных, доминирующих «центров силы», которые оказывали системообразующее влияние на структуру и характер всей международной системы.
- Конфронтационный характер — системное, комплексное противостояние в экономической, политической, военной, идеологической и других сферах, противостояние, которое время от времени приобретало характер острого конфликтного, кризисного взаимодействия. Такой вид противостояния в формате взаимных угроз использования силы, балансирования на грани реальной войны, получил название «холодная война».
- Послевоенная биполярность складывалась в эпоху ядерного оружия, что привело к революции как в военных, так и в политических стратегиях.
- Распределение мира на сферу влияния двух сверхгосударств как в Европе, так и на периферии, возникновения «разделённых» стран (Германия, Корея, Вьетнам, Китай) и становления военно-политических блоков под руководством СССР и США привело к глобализации и углубленной геополитической структуризации системного противостояния и конфронтации.
- Послевоенная биполярность имела форму политико-идеологического противостояния, идеологической конфронтации между «свободным миром» стран западной демократии во главе с США и «социалистическим миром» во главе с СССР. США хотели установления в мире американской гегемонии под лозунгом «Рах Americana», СССР утверждал о неотвратимости победы социализма в мировом масштабе. Идеологическая конфронтация, «борьба идей», приводила к взаимной демонизации противоположной стороны и оставалась важной чертой послевоенной системы международных отношений. Советско-американское противостояние выглядело в первую очередь как соперничество системы политических и этических идеалов, социальных и моральных принципов.
- Послевоенный мир перестал быть преимущественно европоцентристским, международная система превратилась в глобальную, общемировую. Разрушение колониальных систем, становление региональных и субрегиональных подсистем международных отношений осуществлялось под доминирующим влиянием горизонтального распространения системного биполярного противостояния и тенденций экономической и политической глобализации.
- Ялтинско-потсдамский порядок не имел крепкой договорно-правовой базы. Договорённости, которые легли в основу послевоенного порядка, были или устными, официально не зафиксированными, или закреплялись преимущественно в декларативной форме, или же их полноценная реализация была заблокирована в результате остроты противоречий и конфронтацией между основными субъектами послевоенных международных отношений[3].
- ООН, один из центральных элементов ялтинско-потсдамской системы, становилась главным механизмом координации усилий с целью исключения из международной жизни войн и конфликтов путём гармонизации отношений между государствами и создания глобальной системы коллективной безопасности. Послевоенные реалии, непримиримость конфронтационных отношений между СССР и США значительно ограничили возможность ООН реализовать свои уставные функции и цели. Главная задача ООН преимущественно заключалась в предупреждении вооружённого столкновения между СССР и США как на глобальном, так и региональном уровнях, то есть в поддержании стабильности советско-американских отношений в качестве основной предпосылки международной безопасности и мира в послевоенное время.